# Гамвик
Гамвик (норв. Gamvik,сев.‑саам. Gáŋgaviika) — коммуна в губернии Финнмарк в Норвегии. Административный центр коммуны — город Мехамн. Официальный язык коммуны — нейтральный. Население коммуны на 2013 год составляло 1080 чел. Площадь коммуны Гамвик — 1415,25 км², код-идентификатор — 2023.
Главная достопримечательность Гамвика — маяк Слеттнес, самый северный в мире (71°05 `33" N).

## История населения коммуны
Население коммуны за последние 60 лет.

Статистика коммуны Гамвик